# Златен рог (мост)
Мостът Златен рог (на турски: Haliç Köprüsü) е автомобилен мост през Златния рог в Истанбул, Турция. Той свързва кварталите Айвансарай на югозапад и Халъджъоглу на северозапад. Мостът пренася магистрала O-1, известна още като вътрешния околовръстен път на Истанбул. Построен е между 1971 и 1974 г. и влиза в експлоатация на 10 септември 1974 г. Инженерната работа е извършена от IHI Corporation от Япония и Julius Berger-Bauboag AG от Германия. Мостът е дълъг 995 м и широк 32 м и се издига на 22 м над морското равнище.